# ريتشارد بروس نوغينت
ريتشارد بروس نوغينت (بالإنجليزية: Richard Bruce Nugent)‏ هو رسام ومؤلف وكاتب أمريكي، ولد في 2 يوليو 1906 في واشنطن العاصمة في الولايات المتحدة، وتوفي في 27 مايو 1987 في هوبوكين في الولايات المتحدة.

## وصلات خارجية
- ريتشارد بروس نوغينت على موقع الموسوعة البريطانية (الإنجليزية)